# Schweizerischer Handball-Verband
Het Schweizerischer Handball-Verband (SHV) is de koepelorganisatie in Zwitserland voor de beoefening van het handbal. De SHV organiseert het handbal in Zwitserland en vertegenwoordigt het 
Zwitserse handbal op internationale sportevenementen.
De bond is opgericht in 1974 en sinds 1946 lid van de Internationale Handbalfederatie. De SHV werd in 1991 ook lid van de Europese Handbalfederatie. Anno 2017 telde de federatie zo'n 25.884 leden, verspreid over 247 verenigingen. 

## Nationale ploegen
- Zwitsers handbalteam (mannen)
- Zwitsers handbalteam (vrouwen)
- Zwitsers handbalteam junioren (mannen)
- Zwitsers handbalteam junioren (vrouwen)
- Zwitsers handbalteam jeugd (mannen)
- Zwitsers handbalteam jeugd (vrouwen)

## Ledenaantallen
Hieronder de ontwikkeling van het ledenaantal en het aantal verenigingen:
| Jaar | Ledenaantallen | Ledenaantallen | Ledenaantallen | Verenigingen |
| Jaar | Mannen         | Vrouwen        | Totaal         | Verenigingen |
| ---- | -------------- | -------------- | -------------- | ------------ |
| 2017 |                |                | 25.884         | 247          |
| 2016 |                |                | 18.958         | 247          |